# Mickey and Bunny
Мікі і Банні (Mickey and Bunny) — українсько-канадський музичний поп-дует.

## Склад
- Мікі (англ. Mickey, Модест Вільям Теодор Склепович) — співак, гітарист, акордеоніст, народився 27 травня 1932 року в Етельберті, провінція Манітоба. Помер у 2009 році[1].
- Банні (англ. Bunny, Орися Іванчук) — співачка, дркжина Мікі, народилась 13 лютого 1938 року у Розі, Манітоба. Померла 27 травня 2023 року[2].

## Історія
Міккі і Банні випадково зустрілися у Етельберті. Мікі був фармацевтом за фахом, а Банні була шкільною вчителькою (пізніше вона викладала уроки української мови). Вони одружилися в 1957 році. Під назвою Mickey & Bunny Sheppard вони почали виступати в барах, де їх помітив Грошак і підписав контракти. Їхній дебютний альбом «Міккі та Банні співають українську кантрі-музику» (англ. Mickey & Bunny Sing Ukrainian Country Music) в 1964 році розійшовся тиражем понад 10 000 примірників.
Співаки почали виступати разом у 1964 році у концертних залах та нічних клубах, а також на ярмарках, родео та етнічних фестивалях на теренах Канади та частково у США. Їх репертуар включав українські, польські та німецькі пісні і танці, кантрі-музику, оригінальні композиції, а також популярну версію пісні Вуді Гатрі «This Land Is Your Land». У 1960-х упродовж чотирьох років їм акомпанував гурт «D-Drifters-5», лідером якого був акордеоніст та бас-гітарист Дейв Роман, цей гурт відомий своїми україномовними версіями пісень The Beatles та інших британських поп-груп того часу. Успіх Mickey & Bunny базувався на вмінні співати пісні обома мовами, стиль, відомий як «half na piv», наполовину українською, наполовину англійською. У такому стилі був поданий їхній великий хіт This Land Is Your Land.
Дует випустив 13 альбомів для V-Records і гастролював по Канаді понад дюжину разів, розпродавши зал Massey Hall у Торонто протягом трьох ночей і з'явившись у Ford Auditorium у Детройті. Вони навіть грали в Лас-Вегасі. Але їх основною базою залишалася сільська місцевість Західної Канади, де вони часто гастролювали, виступаючи на телебаченні та радіо.
Дует мав величезний вплив на музичну культуру західної Канади упродовж кількох десятиліть. Їм вдалося популяризувати традиційну українсько-канадську музику за допомогою концертних турів усією Канадою, 19-ти альбомів та спадку з більше ніж 300 записаних пісень. Зокрема, їхня версія «This Land Is Your Land» отримала офіційне визнання і була включена у Національний Архів у Оттаві. Їхній запис пісні «This Land Is Your Land», виконаної українською та англійською мовами, розійшовся тиражем понад 70 000 примірників, що зробило їх одним із найуспішніших музикантів у Західній Канаді.
Все ще залишаючись першокласними артистами, вони оголосили про завершення кар'єри. Незважаючи на це, вони надалі виступали на різноманітних благочинних, парафіяльних та інших визначних неприбуткових подіях.
Після того, як подружжя розійшлося у 1970-х, Мікі розпочав сольну кар'єру. У 2002 році вийшов їх компакт-диск з символічною назвою «Reunion» («Воз'єднання»).

## Вибрана дискографія[7]

### 1964, V Records – VLP 3001 (LP) Mickey and Bunny— Ukrainian Country Music / Мікі і Банні— Українська сільська музика
- 01. Wedding bells
- 02. Julayda Polka
- 03. Foot Stamper Polka
- 04. Homebrew
- 05. Doggie in the window
- 06. Derelict Polka
- 07. Poison Love
- 08. Satisfied Mind
- 09. Laughing Yogi
- 10. Cheating Heart
- 11. Crying blue eyes
- 12. Ukrainian Kolomayka

### 1964, V Records – LP-3005 (LP) Mickey and Bunny— This Land Is Your Land / Мікі і Банні— Ця земля— твоя земля
- 1. This Land Is Your Land
- 2. Out Behind The Barn
- 3. I Want To Be Loved
- 4. The Bashful Lover
- 5. Making Believe
- 6. Toomba
- 7. Cigareetes, Whiskey, Wild Women
- 8. One Week Later
- 9. Beautiful Brown Eyes
- 10. Rich Girl, Poor Boy
- 11. I Get So Lonely
- 12. Roses Are Blooming

### 1964, V Records – VLP 3105 (LP) Mickey and Bunny— Country Roads / Мікі і Банні— Сільські дороги
- 01. This land of ours
- 02. Holubka
- 03. Traditional UA Medley
- 04. Cotton Jenny
- 05. God bless her She's my Mother
- 06. Canadian Pacific
- 07. The Marigolds
- 08. Stoit Hora vysokaya
- 09. Chovnik Xitayetsia
- 10. Wedding Medley
- 11. Country Road

### 1984 (MC) Mickey & Bunny— Farmer Songs / Мікі і Банні— Фермерські пісні
- 01. І шумить, і гуде
- 02. Згода в родині
- 03. Летить чорний орел
- 04. Сонце низенько
- 05. Пташки співали
- 06. Наша земля, новий край
- 07. Глибока криничка
- 08. Чи та ти дівчина…?
- 09. Навколо темний ліс
- 10. Зазеленіло моє жито
- 11. Хоса-Госа
- 12. Канадо, Канадо
- 13. Скілько доріг, скілько століть
- 14. Кумедна хісторія
- 15. Їхав стрілець на війноньку
- 16. Ой, вишеньки-черешеньки (коломийка)
- 17. Там на горі крута вежа (Medley)
- 18. В горах Карпатах
- 19. Називають горілку хоумбру

### 2002, Baba's records ltd (CD) Mickey and Bunny— Reunion / Мікі і Банні— Воз'єднання
- 01. This Canada of ours
- 02. Marriage proposal
- 03. Prahnoot ocnka prahnoot
- 04. Wishing well
- 05. Oy zveedsi hora
- 06. Vesele veseelia
- 07. Chi tu ya diwchina
- 08. Temnay lees
- 09. Na chornim poli
- 10. Veed loza do loza
- 11. Hosa horasa
- 12. Kolomeyka
- 13. De zhoda v rodini